# Iver Krabbe
Pour les articles homonymes, voir Krabbe.
Iver Krabbe (22 mars 1602 - 30 octobre 1666) est un noble danois, un officier militaire et un gouverneur général de Norvège.

## Biographie
Iver Krabbe est né au manoir d'Övedskloster, dans le sud de la Suède, il est le fils de Tage Krabbe (1553-1612) et de Sofie Jørgensdatter Friis (1576-1611),. Il étudie à Orléans puis à Padoue en 1625 . Le 25 août 1628, il épouse Karen Ottesdatter Marsvin (1610-1680)  au château de Copenhague. Un an plus tard, il devient le lensherre du fief de Laholm, qu'il échange contre Varberg en 1636. La même année, il devint le commandant des troupes d'union dans les duchés de Schleswig et Holstein, et en 1641, il reçoit l'ordre d'inspecter la forteresse de Bohus.

### Carrière militaire
Pendant la guerre avec la Suède, Krabbe a occupé un poste d'autorité. Début février 1645, il reçoit l'ordre de s'associer à Hannibal Sehested, qui était positionné à Bohus. Cela ne conduit à rien, mais en avril 1645, il remporte une victoire contre les forces suédoises à Kungsbacka. Peu de temps après, le deuxième traité de Brömsebro est signé et la province de Halland est promise à la Suède. Krabbe est donc contraint de remettre la forteresse à l'ennemi en septembre, après avoir écrit en vain à Corfitz Ulfeldt pour en être épargné. La guerre a également affecté Krabbe à un niveau plus personnel car les forces suédoises avaient incendié sa ferme de Jordbjærg, en Scanie, en 1644  
En 1646, Krabbe reçoit le comté de Båhuslen en remplacement de Varberg, il est nommé chevalier lors du couronnement de Frédéric III de Danemark en 1648, et pendant la période suivante, il  travaille à la rénovation des fortifications frontalières. À l'approche de la Seconde Guerre du Nord, en 1657, il est nommé général de division chargé du sud de la Norvège. On lui confie la responsabilité de préparer la guerre et, en avril, il est appelé à Copenhague pour s'entretenir avec Frédéric III. Durant la guerre, il ne participe à aucun engagement majeur; mais est  impliqué dans des escarmouches à la frontière. En septembre et octobre 1657, il dirigea une diversion vers la région du Halland, mais celle-ci doit être abandonnée en raison d'un manque de provisions et également en partie en raison du manque de soutien de l'armée danoise. En novembre, il rassemble ses troupes à Uddevalla contre une attaque suédoise de Vänersborg, mais n'obtient pas le soutien de Niels Trolle, le gouverneur général de la Norvège . En janvier 1658, la forteresse d'Uddevalla tombe également. Krabbe a rapidement réussi à la reprendre, mais immédiatement après le Båhuslen est cédé à la Suède en vertu du traité de Roskilde.

### Carrière politique
Krabbe a ainsi perdu son fief, mais avec la perte de Scanie, sa position est encore plus instable car c'est en Scanie que  se trouvaient ses propriétés de Jordbjærg, le  château de Krageholm et celui  de  Marsvinsholm. Il avait été le principal noble de Scanie, non seulement sur le plan des biens mais aussi au niveau familial et amical. Le gouvernement suédois a donc fait tout son possible pour le gagner à ses côtés. Même s'il a été jusqu'ici un ardent ennemi des Suédois, après le traité de Roskilde, il prête serment au roi de Suède. Pour autant, il continue de servir la couronne danoise. En septembre 1660, le Conseil d'État  suggère qu'il soit admis comme membre du conseil, mais le roi ne donne pas suite.
En juillet 1661, Krabbe fait une offre par un intermédiaire  pour entrer au service de Charles XI de Suède  . Toutefois, Frédéric III qui juge plus prudent de créer des liens forts avec Krabbe, le nomme membre du Statskollegiet (un organe supervisant le fonctionnement du gouvernement), après quoi il est nommé gouverneur général de la Norvège en tant que successeur de Niels Trolle. La population s'est plainte de lui, comme elle s'était plainte de son prédécesseur. Mais il a surtout des ennemis à Copenhague. On s'attend à ce qu'il quitte le poste à l'été 1663, mais il reste au pouvoir jusqu'en janvier 1664, date à laquelle il est remplacé par Ulrik Frederik Gyldenløve.
Krabbe est décédé dans sa ferme de Gunderslevholm sur l'île de Seeland (Danemark) le 30 octobre 1666, il est enterré à l'église de Gunderslev.